# Раннее государство
Государство как форма организации сложных обществ оказалось наиболее жизнеспособным, и сегодня по всему миру это доминирующая форма политии. Теория раннего государства основательно была разработана Х. М. Классеном и П. Скальником в The Early State (1978) и последующих сборниках цикла. Авторы считали, что раннее государство — это начальная стадия эволюции докапиталистических неиндустриальных государств.

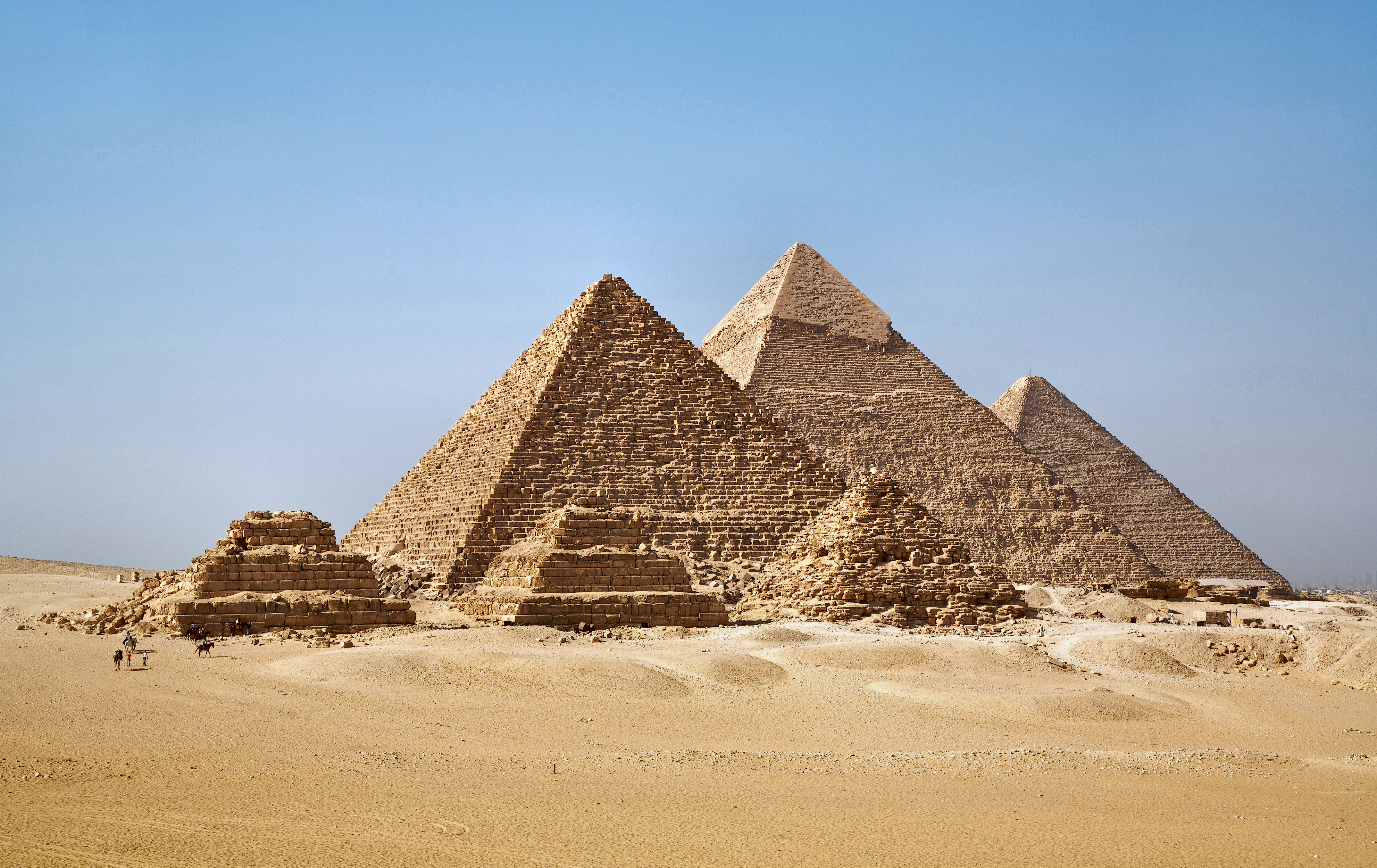

## Определение раннего государства
Раннее Государство — это трехуровневая социально-политическая организация для регулирования социальных отношений в сложном стратифицированном (многоуровневом) обществе, разделенном по крайней мере на два основных класса — правителей и подданных, чьи отношения узаконены общей идеологией, основополагающим принципом которой является реципрокность. При этом граница государственности в первоначальном варианте теории была ниже, чем например, у Элмана Сервиса. Л. Е. Гринин уточняет, что раннее государство — это отделенная от населения организация власти, политическая форма, которая обладает верховностью и суверенностью, способна принуждать к выполнению своих требований, менять важные отношения и вводить новые, перераспределять ресурсы, также она построена не на принципе родства.
Теория раннего государства имеет некоторые общие черты с распространенной среди советских ученых концепцией «дофеодального периода» А. И. Неусыхина. Позднее, когда стали выделять три этапа становления государственности (предгосударственный, этап раннего государства, этап традиционного государства), раннее государство трактовалось как государство, знакомое с эксплуатацией, но не знающего частной собственности («раннеклассовое общество», «раннефеодальное», «варварское» или «сословное» государство).
Ранние государства очень сильно отличаются между собой по многим характеристикам, в частности по степени развитости централизации, управления, налоговой и судебной систем.

## Характеристики раннего государства
1. Общества не могут быть меньше определенного размера и сложности (самое меньшее — несколько тысяч жителей). Хотя чаще требуется больший размер, а по мере развития государства его объемы, как правило, возрастают до многих тысяч (часто до десятков и сотен тысяч и даже миллионов человек).
2. В обществе должен иметься определенный производственный базис в виде сельского хозяйства, ремесла и торговли (два последних в отдельных случаях заменяет военно-данническая эксплуатация соседей).
3. В обществе должна быть заметная социальная стратификация.
4. Необходим определенный уровень политической и структурно-управленческой сложности: по крайней мере должно быть не меньше трех уровней управления, а чаще — больше[7], что при археологических раскопках нередко выражается в трех-, четырехуровневой иерархии поселений[8] и в целом свидетельствует и о наличии определенных политических традиций .

## Типология ранних государств
В типологии Х. Классена и П. Скальника учитывается степень зрелости:
- зачаточное ('inchoate')
- типичное
- переходное[9]

Однако многие ученые критикиуют данную типологию, в частности из-за отсутствия разграничений между ранним государством и вождеством.
Различные авторы выделяют ранние государства:
- бюрократические, например, Третья династия Ура в Месопотамии[11].
- сакральные, например, многие африканские ранние государства[12].
- дружинные, например, Русь, Норвегия[13].
- военно-торговые, например, Хазария[14], Тюркский каганат[15].
- военно-феодальные, например, средневековые государства Европы, Средневековая Русь.
- общинные, например, Бенин[16].

## Первичные и вторичные ранние государства
Согласно В. Д. Деопику, ранние государства можно разделить на первичные, возникшие самостоятельно, без внешнего влияния и вторичные, которые также возникли самостоятельно, но с добровольным либо принудительным усвоением опыта соседей. Подавляющее большинство известных исторической науке государств является государствами вторичными. К первичным Деопик причислил шумерское государство в Месопотамии; древнеегипетское государство; носителей культуры Мохенджо-Даро в долине Инда; предков китайцев в среднем течении Хуанхэ; древнее государство во Вьетнаме; индейцев Мезоамерики; части западно-семитских народов на восточном побережье Средиземного моря и до некоторой степени индоариев в северной Индии.
Самые древние первичные государства, Шумер и Египет, возникают на рубеже IV и III тыс. до н. э; в III тыс. до н. э. сформировалась государственность вокруг Мохенджо-Даро, вьетское государство Ванланг и государство на восточном побережье Средиземного моря; во II тыс. до н. э. — на среднем течении Хуанхэ; примерно к VIII в. до н. э. возникают индоарийские государства северной Индии, в конце I тыс. до н. э. — индейские государства в Центральной Америке.

## Теория аналогов раннего государства
Однако в истории существовали сложные общества, которые можно было отнести к негосударственным, но по своим характеристикам (размерам, уровню развития и культурным особенностям) они приближались к государству. При этом благоприятные условия необходимые для формирования государства не складывались по тем или иным причинам и такие общества сворачивали на свой путь развития. Для обозначения таких политий, сравнимых с ранними государствами по сложности, размерам и функциям политии Л. Е. Гринин ввел понятие аналогов раннего государства. По его мнению, главные различия между ранними государствами и их аналогами лежат не в размерах и уровне сложности, а в особенностях политического устройства и способах управления обществом. В частности, государство отличается от своих аналогов большей сложностью управленческой организации, большей преобразовательской активностью, способностью принуждать к выполнению своих требований и менять отношения и нормы, исходя из собственных задач и интересов; большей опорой на формальные, юридические, административные, то есть нетрадиционные, основания; принципы, по которым люди привлекаются на службу государству, могут быть разными, но они никогда не ограничиваются только особым положением человека в системе родства.